# فريدريك هينريتش ويلهلم مارتيني
فريدريك هينريتش ويلهلم مارتيني (بالألمانية: Friedrich Martini)‏ هو عالم طبيعي وطبيب ألماني، ولد في 31 أغسطس 1729 في أوردروف في ألمانيا، وتوفي في 27 يونيو 1778 في برلين في ألمانيا.